# Theo Schmitz
Theo Franz Schmitz (ur. 4 lutego 1904, zm. 19 listopada 1948 w Landsberg am Lech) – zbrodniarz hitlerowski, członek załogi obozu koncentracyjnego Mauthausen-Gusen i SS-Unterscharführer.
Członek NSDAP od 1937 i Waffen-SS od 1 października 1940. Od 1940 pełnił służbę w obozie Gusen jako strażnik. W maju 1941 został przeniesiony do komand pełniących służbę poza obozem. Do Gusen Schmitz powrócił 2 listopada 1942 i sprawował tam do stycznia 1944 funkcje strażnika i członka obozowego korpusu medycznego (pełnił wówczas między innymi służbę jako sanitariusz w szpitalu przeznaczonym dla więźniów). Służbę w obozie wznowił 30 października 1944 i przebywał tam do 28 kwietnia 1945, pracując w szpitalu garnizonowym. Schmitz wielokrotnie dokonywał selekcji chorych i niezdolnych do pracy więźniów przeznaczając ich na śmierć: bądź to przez zastrzyk fenolu (często osobiście dokonywał zastrzyków), bądź przez przymusową kąpiel w lodowato zimnej wodzie.
Schmitz został osądzony w ósmym procesie załogi Mauthausen-Gusen przed amerykańskim Trybunałem Wojskowym w Dachau. Wymierzono mu karę śmierci przez powieszenie. Wyrok wykonano 19 listopada 1948 w więzieniu Landsberg.